# Базой (Томская область)
Базо́й — село в Кожевниковском районе Томской области, Россия. Входит в состав Чилинского сельского поселения.

## География
Село находится на самом юге Кожевниковского района (и всей Томской области), недалеко от административной границы с Новосибирской областью (менее 3 км по прямой на юг и около 8 — на запад), на месте впадения реки Базойки в Кинду. Через Базой проходит автомобильная трасса Новосибирск—Кожевниково.

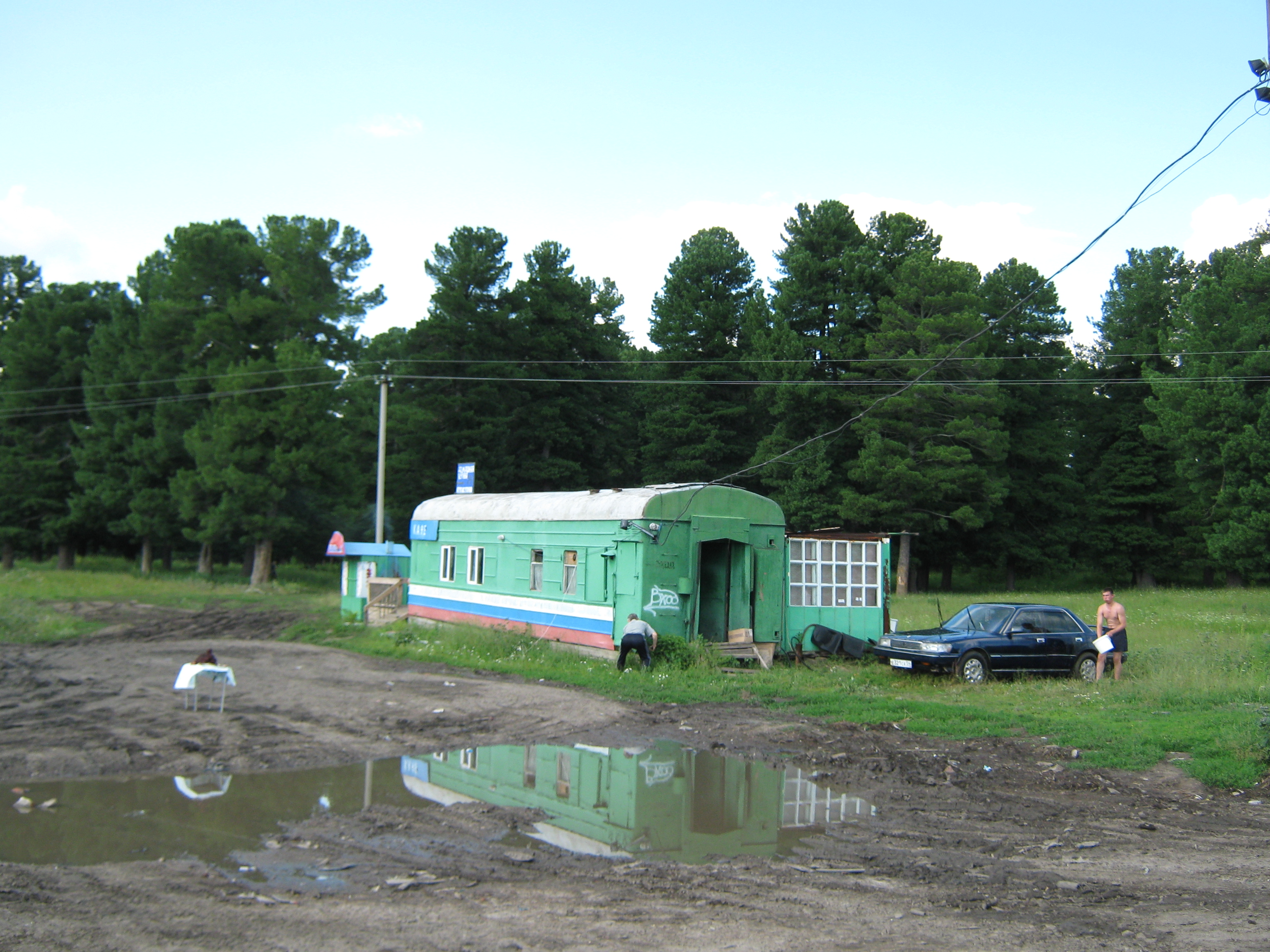
Кедрач и продажа шишек

Рядом с селом находится Базойский припоселковый кедровник.

## Климат
Климат в селе Базой холодно-умеренный. В течение года значительное количество осадков, даже в сухие месяцы. По классификации климатов Кёппена здесь влажный континентальный климат (индекс Dfb). Средняя температура воздуха за год — 0,8 °C, в год выпадает около 466 мм осадков.
| Показатель                    | Янв.  | Фев.  | Март | Апр. | Май  | Июнь | Июль | Авг. | Сен. | Окт. | Нояб. | Дек.  | Год  |
| ----------------------------- | ----- | ----- | ---- | ---- | ---- | ---- | ---- | ---- | ---- | ---- | ----- | ----- | ---- |
| Средний суточный максимум, °C | −13   | −11,1 | −2,7 | 7,0  | 16,6 | 22,9 | 25,3 | 21,8 | 15,9 | 5,4  | −4,7  | −10,9 | 6,0  |
| Средняя температура, °C       | −17,4 | −16,3 | −8,4 | 1,7  | 10,2 | 16,6 | 19,2 | 16,1 | 10,4 | 1,5  | −8,6  | −15,2 | 0,8  |
| Средний суточный минимум, °C  | −21,8 | −21,5 | −14  | −3,6 | 3,9  | 10,3 | 13,2 | 10,4 | 4,9  | −2,3 | −12,4 | −19,5 | −4,4 |
| Норма осадков, мм             | 24    | 18    | 17   | 26   | 42   | 56   | 67   | 67   | 41   | 44   | 37    | 27    | 466  |
| Источник:                     |       |       |      |      |      |      |      |      |      |      |       |       |      |

## История
Основано в 1575 году.
По данным 1926 года состояло из 415 хозяйств, основное население — русские. Административный центр Базойского сельсовета Вороновского района Томского округа Сибирского края.

## Население
| 1926 | 2002 | 2010 | 2012 | 2013 | 2014 | 2015 |
| ---- | ---- | ---- | ---- | ---- | ---- | ---- |
| 1912 | ↘602 | ↘564 | ↗568 | ↘564 | ↗571 | ↘567 |
| 2021 |      |      |      |      |      |      |
| ↘512 |      |      |      |      |      |      |

Национальный состав
Согласно результатам переписи 2002 года, в национальной структуре населения русские составляли 99 %.

## Социальная сфера и экономика
В селе работают основная общеобразовательная школа, фельдшерско-акушерский пункт, библиотека и дом культуры.
Основу местной экономической жизни составляют сельское хозяйство и розничная торговля.